# Цезарион
Птолемеј XV Филопатор Филометор Цезар (грчки: Πτολεμαῖος ΙΕʹ Φιλοπάτωρ Φιλομήτωρ Καῖσαρ; 23. јун 47. п. н. е. – 23. август 30. п. н. е.) познатији као Цезарион, је био последњи птолемејски фараон Египта. Владао је од 2. септембра 44. године п. н. е. до своје смрти.

## Биографија
Цезарионова мајка била је Клеопатра, краљица птолемејидског Египта. Она је тврдила да је Цезарионов отац Гај Јулије Цезар. Цезар, међутим, никада није званично признао Цезариона за сина. Гај Опије, Цезаров присталица, саставио је памфлет којим је покушао да докаже да Цезар није могао бити Цезарионов отац. Ипак, Цезар му је дозволио да носи његово име. Питање је постало спорно када је Цезаров усвојени син, Октавијан, дошао у сукоб са Клеопатром.
Прве две године свог живота Цезарион је провео у Риму где је са мајком био Цезаров гост (46—44. п. н. е.). Клеопатра се надала како ће Цезарион наследити Цезара на челу Римске државе и њу на челу Египта. Након убиства Цезара (15. март 44. п. н. е.) Клеопатра и Цезарион се враћају у Египат. Дана 2. септембра Цезарион је проглашен Клеопатриним савладарем. Имао је свега три године.
Не постоје извори о Цезарионовом животу између 44. и 36. године п. н. е. Тада се појављује у донацијама у Антиохији, а две године касније и у донацијама у Александрији. Клеопатра и Марко Антоније донацијама су доделили источне територије Римске републике Клеопатриној деци: Цезариону, четворогодишњим близанцима: Александру Хелиосу и Клеопатри Селени II и двогодишњем сину Птолемеју Филаделфу. Антонијева изјава да је Цезарион заиста био Цезаров син довела је до погоршања односа између њега и Октавијана Августа. Цезарион се касније појављује у историјским изворима 30. године п. н. е., након одлучујуће битке код Акцијума. Клеопатра га је можда послала у луку Беренику на Црвеном мору одакле је планирала бег у Индију. Плутарх пише да је Цезарион послат у Индију, али да се вратио због лажних обећања о египатској круни.
Октавијан је 1. августа 30. године заузео Александрију чиме је Египат анектиран од стране Римске републике. Цезарион је вероватно убијен по налогу Октавијана. Постоје претпоставке да је преживео.